# Stracherita
La stracherita és un mineral de la classe dels silicats, que pertany al grup de la zadovita. Rep el nom en honor del doctor Glenn Blair Stracher (Albany, Nova York, EUA, 31 de març de 1949), professor emèrit de geologia a l'escola de l'estat de Geòrgia de l'Est.

## Característiques
La stracherita és un nesosilicat de fórmula química BaCa₆(SiO₄)₂[(PO₄)(CO₃)]₂F. Va ser aprovada com a espècie vàlida per l'Associació Mineralògica Internacional l'any 2017, sent publicada per primera vegada el 2019. Cristal·litza en el sistema trigonal.
L'exemplar que va servir per a determinar l'espècie, el que es coneix com a material tipus, es troba conservat a les col·leccions del Museu Mineralògic Fersmann, de l'Acadèmia de Ciències de Rússia, a Moscú (Rússia), amb el número de registre: 4957/1.

## Formació i jaciments
Va ser descoberta a la Formació Hatrurim, al Nègueb (Israel). També ha estat descrita a la conca d'Hatrurim, al Districte del Sud, també a Israel. Aquests dos indrets són els únics de tot el planeta on ha estat descrita aquesta espècie mineral.